# 眠り姫 (Acid Black Cherryの曲)
「眠り姫」（ねむりひめ）は、Acid Black Cherryの7枚目のシングル。2009年2月18日に発売された。

## 概要
- TBS系『恋するハニカミ!』2月度エンディングテーマ。「Acid Black Cherry」としては、初のタイアップとなった。
- 表題曲は恋人を病気で亡くした親友の為に書いたもの
- 2009年09月23日tour“ Q.E.D.”名古屋国際会議場センチュリーホールにて本人を前にして演奏した
- レコーディングにはギターにYUKI（from.DUSTAR-3）、ベースにSHUSE（ex.La'cryma Christi）、ドラムに淳士（ex.SIAM SHADE）、ピアノに松下典由を起用。PVにはギターにYUKI、AKIHIDE（from.BREAKERZ）、ベースにSHUSE、ドラムに淳士が出演。
- ボーナストラックには薬師丸ひろ子が1981年にリリースした「セーラー服と機関銃」のカバーを収録。
- ＣＤ化するの予定はなかったものの、親友の後押しで実現した。

## 収録内容

### CD
1. 眠り姫
  - 作詞・作曲・編曲：林保徳
2. セーラー服と機関銃
  - 作詞：来生えつこ、作曲：来生たかお、編曲：noriyoshi matushita

### DVD
1. 眠り姫【ビデオクリップ】
  - 出演：松本理沙、小澤亮太
2. OFF SHOT